# Boy George
George Alan O'Dowd, bättre känd under sitt artistnamn Boy George, född 14 juni 1961 i Eltham i London, är en brittisk popartist och sångare som blev berömd genom 1980-tals-bandet Culture Club.

## Upptäckt
Boy George var en framträdande figur på Londons klubbscen under det tidiga 1980-talet. Hans androgyna utseende väckte skivbolagsdirektören Malcolm McLarens uppmärksamhet; McLaren hade tidigare legat bakom Sex Pistols framgångar. McLaren såg till att Boy George fick uppträda med gruppen Bow Wow Wow tillsammans med Annabella Lwin. Hans uppträdande drog dock nästan bort strålkastarljuset från Lwin.

### Culture Club
Efter den korta sejouren med Bow Wow Wow, startade Boy George ett eget band som han kallade In Praise of Lemmings tillsammans med basisten Mikey Craig. Efter ett tag anslöt trummisen Jon Moss, som tidigare spelat med The Damned och Adam and the Ants, och kort därefter gitarristen Roy Hay. Eftersom gruppen bestod av en engelsk sångare, en basist som härstammade från Jamaica, en judisk trummis och en irländare på gitarr, beslöt man sig för namnet Culture Club. 1985 hade Boy George blivit ett stort namn, då han och Culture Club flitigt figurerat i musikpress och vanlig press världen över under flera års tid. Han hade en framträdande roll på Band Aid-singeln 1984, och han stod på toppen av sin karriär. De två efterföljande albumen Waking Up with the House on Fire och From Luxury to Heartache sålde dessvärre inte lika bra som de föregående skivorna, Kissing to Be Clever och Colour by Numbers, och gruppen splittrades.

### Solokarriär
Efter Culture Clubs splittring inledde Boy George en solokarriär och gav ut albumet Sold. En av låtarna, "Everything I Own", som var en cover på Breads originallåt, blev mycket populär och låg etta på hitlistan i England. Boy George fortsatte också sitt jobb som DJ, som han hade innan han blev sångare. I slutet av åttiotalet spelade Boy George in musik under namnet Jesus Loves You och skrev under pseudonymen "Angela Dust". 1992 spelade Boy George in låten "The Crying Game", producerad av Pet Shop Boys, till filmen med samma namn. 2002 gav han ut skivan U Can Never B 2 Straight.

## Privatliv
Under åren med Culture Club anspelade gruppen mycket på Boy Georges androgyna utseende och det spekulerades om hans sexuella läggning. När han fick frågan i intervjuer, gav han varierande svar. Ibland gav han antydningar om att han skulle vara bisexuell, ibland svarade han att hans läggning inte var ett dugg intressant. Vid ett tillfälle yttrade han det ofta citerade svaret "I prefer a nice cup of tea to sex" ("Jag föredrar en god kopp te framför sex").
5 december 2008 inleddes åtal mot Boy George i Snaresbrook Crown Court, London, för misshandel och frihetsberövande av Audun Carlsen. Den 16 januari 2009 dömdes han till 15 månaders fängelse. 
Boy George har gett ut två självbiografier. I Take it Like a Man (1995) berättar han bland annat om sitt förhållande med sångaren i punkbanden Theatre of Hate och Spear of Destiny, Kirk Brandon. Samtidigt som boken gavs ut, gav Boy George också ut albumet Cheapness and Beauty. Där sjöng han en sång som handlade om Kirk Brandon. Brandon tyckte inte om att Boy George hade skrivit en bok om honom, så han gick till domstol med ärendet. Boy George vann emellertid.
Den andra självbiografin heter Straight och kom ut år 2005. I denna berättar Boy George bland annat om sitt medverkande i musikalen Taboo, som handlar om hans liv. Han var också med och skrev musiken. Boy George har genom åren lidit av svår depression.

## Diskografi

### Studioalbum
- 1987 – Sold
- 1988 – Tense Nervous Headache
- 1989 – Boyfriend
- 1991 – The Martyr Mantras
- 1995 – Cheapness and Beauty
- 1999 – The Unrecoupable One Man Bandit
- 2002 – U Can Never B2 Straight
- 2010 – Ordinary Alien
- 2013 – This Is What I Do

### Samlingsalbum
- 1989 – High Hat

### Singlar
- 1987 – "Everything I Own"
- 1987 – "Keep Me in Mind"
- 1987 – "Sold"
- 1987 – "To Be Reborn"
- 1988 – "Live My Life"
- 1988 – "No Clause 28"
- 1988 – "Don't Cry"
- 1988 – "Something Strange Called Love"
- 1989 – "Don't Take My Mind on a Trip"
- 1989 – "You Found Another Guy"
- 1989 – "Whether They Like It or Not"
- 1988 – "Whisper"
- 1990 – "One on One"
- 1991 – "Bow Down Mister"
- 1991 – "Generations of Love"
- 1992 – "The Crying Game"
- 1995 – "Funtime"
- 1995 – "Il Adore"
- 1995 – "Same Thing in Reverse"
- 1996 – "Sad"/"Satan's Butterfly Ball"
- 1996 – "Love Is Leaving"
- 1998 – "When Will You Learn"
- 2008 – "Yes We Can"
- 2009 – "White Xmas"
- 2010 – "Amazing Grace"
- 2011 – "Turn 2 Dust"
- 2013 – "King of Everything"
- 2014 – "My God"
- 2014 – "Nice and Slow"